# Hermann Kurz

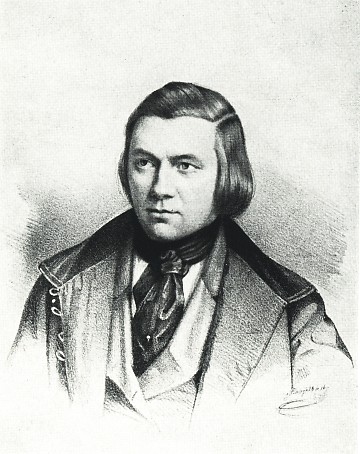
Hermann Kurz; Lithografie von Georg Engelbach, 1843

Hermann Kurz (* 30. November 1813 in Reutlingen; † 10. Oktober 1873 in Tübingen) war ein deutscher Schriftsteller der Schwäbischen Dichterschule, Publizist und Übersetzer. Er gehört zu den Begründern des historischen, realistischen und sozialen Erzählens im deutschen Vormärz. Er ist der Vater des Mediziners und Lyrikers Edgar Kurz, der Schriftstellerin Isolde Kurz und des Bildhauers Erwin Kurz.

## Leben

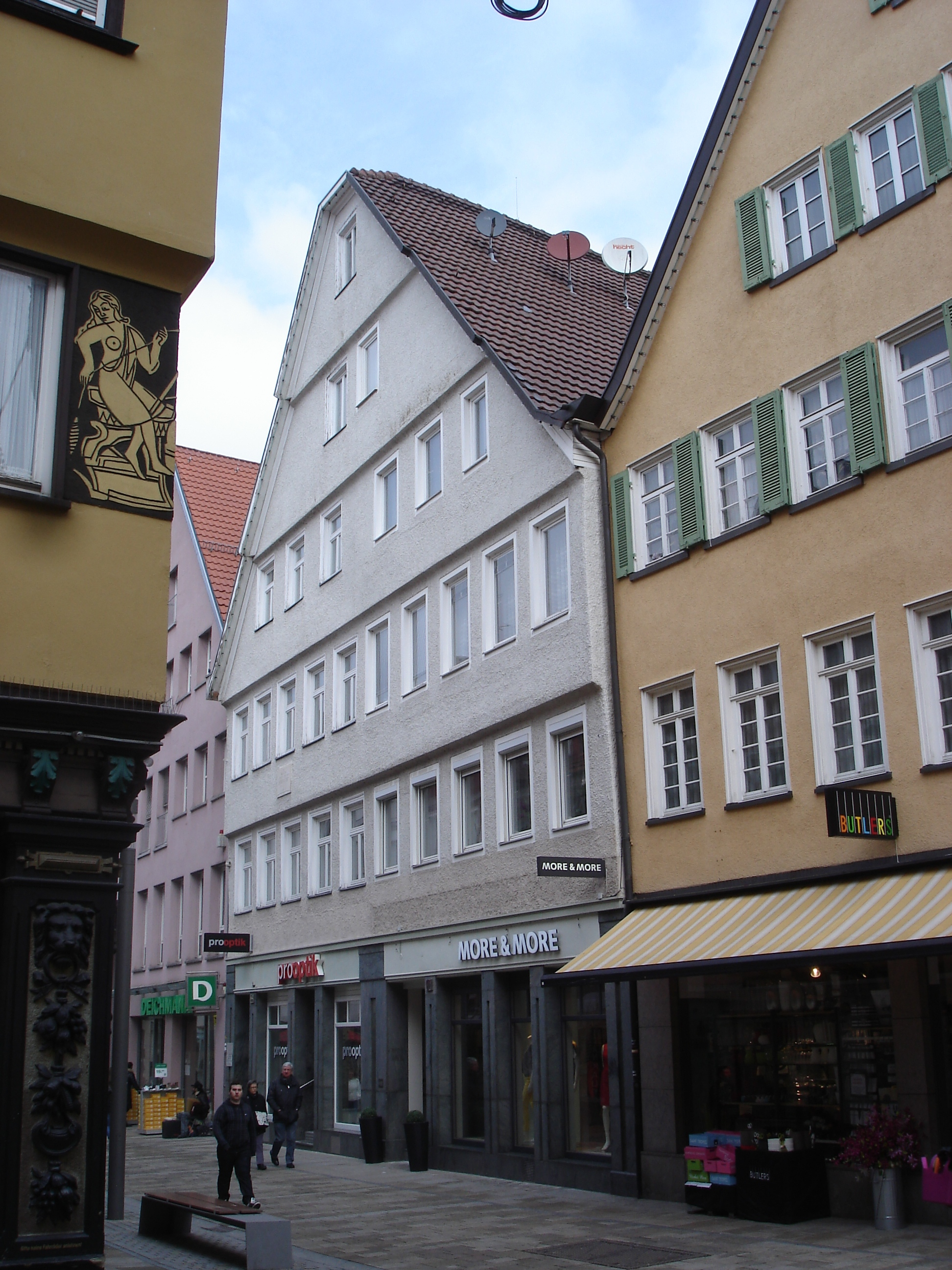
Geburtshaus in Reutlingen

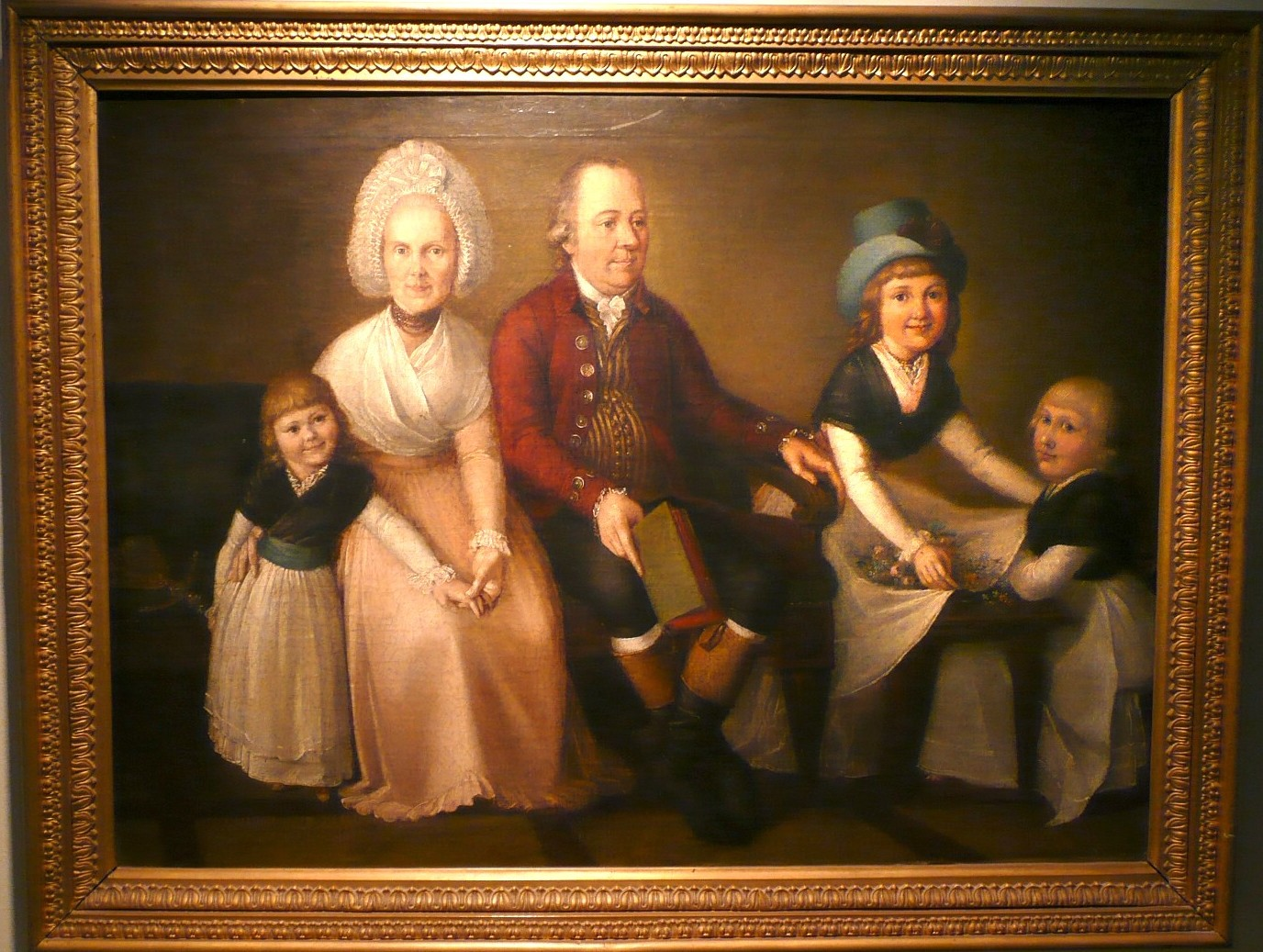
Die Familie seines Großvaters Wilhelm Heinrich Schramm

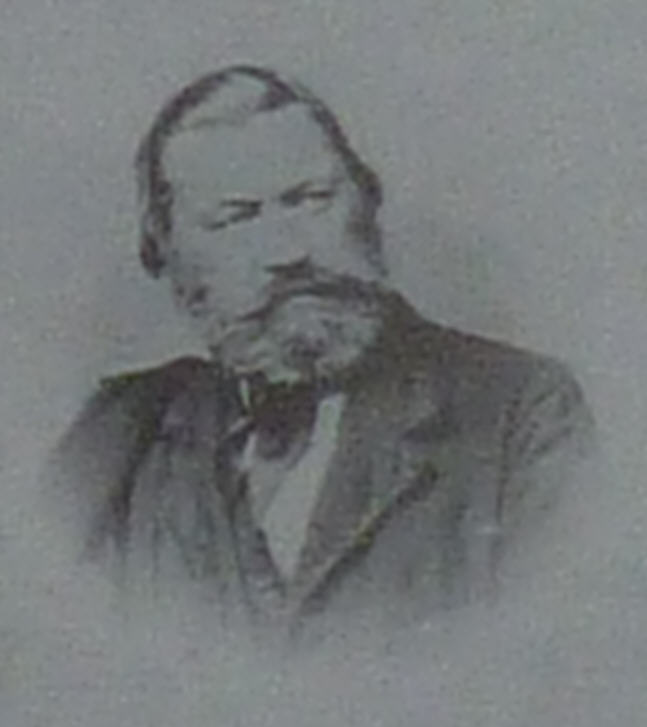
Hermann Kurz, nach einer Fotografie von Franz Hanfstaengl, 1863

Er wurde als Hermann Kurtz geboren, modernisierte seinen Namen aber 1848 zu „Kurz“. Seine Eltern starben früh. Nach dem Abschluss des württembergischen Landexamens besuchte er das Evangelisch-theologische Seminar in Maulbronn und studierte anschließend am Evangelischen Stift in Tübingen. Während seines Studiums schloss er sich 1831 der Burschenschaft Patrioten an. Nach seinem theologischen Examen im Jahr 1835 arbeitete er für einige Monate als Vikar in Ehningen, zog dann aber nach Stuttgart um, wo er als freier Schriftsteller und Übersetzer lebte.
Dort lernte er unter anderem Eduard Mörike, Justinus Kerner und Gustav Schwab kennen. 1848 wurde er Mitarbeiter des Deutschen Familienbuchs zur Belehrung und Unterhaltung in Karlsruhe und Redakteur des Demokratischen Beobachters in Stuttgart.
1851 musste Kurz als Strafe für einen ungebührlichen Artikel eine dreiwöchige Haft in der Festung Hohenasperg absitzen. Danach heiratete er Marie Freiin von Brunnow, eine Ururgroßnichte des Prälaten Friedrich Christoph Oetinger, der durch das Plädoyer für mehr Freiheit, Gleichheit und Mitmenschlichkeit in seiner Sozialutopie Die Güldene Zeit (1759–1761) wegweisend geworden war. Das Ehepaar bekam vier Söhne (Edgar, Erwin, Alfred und Balde) und die Tochter Isolde. 1856 zog sich Kurz aus dem öffentlichen Leben zurück und übersiedelte 1858 zunächst nach Oberesslingen, wo die Familie ein Landgut gekauft hatte, 1863 nach Kirchheim unter Teck und anschließend nach Tübingen, wo er Bibliothekar an der Universität wurde. 1865 erhielt er die Ehrendoktorwürde der Universität Rostock.
Bei der Einweihung des Tübinger Uhland-Denkmals zog er sich einen Sonnenstich zu, von dem er sich nicht erholte und an dessen Folgen er am 10. Oktober 1873 verstarb. Er wurde auf dem Tübinger Stadtfriedhof beigesetzt.

## Rezeption
Die Wirkung von Hermann Kurz’ Werken auf Johannes Brahms schildert Joseph Victor Widmann: „Im Ganzen war er [Brahms] kein Freund der Novitäten, las lieber ältere Bücher zum zweiten und dritten Male, so in jenem Sommer die Werke des trefflichen Hermann Kurz, von denen er nur bedauerte, daß ihm im Sonnenwirthe und teilweise auch in Schiller’s Heimatjahre die Schilderungen des Elends, in dem sich im vorigen Jahrhundert das arme württembergische Volk befand, zu tief zu Herzen gehe, so daß er namentlich den Sonnenwirth zu Ende zu lesen nicht mehr über sich bringe.“

## Werke (Auswahl)

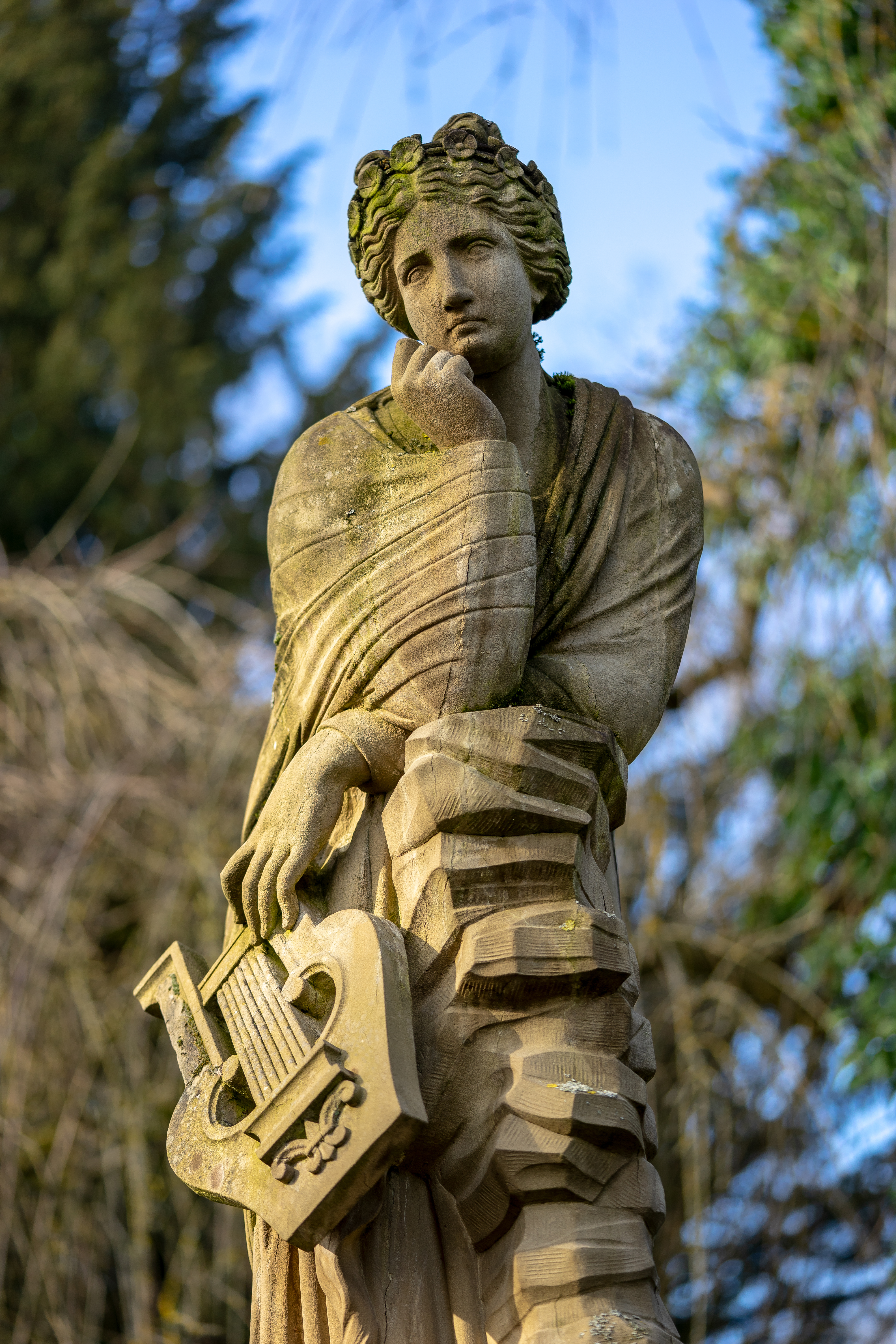
Musenstatue auf dem Grabmal in Tübingen

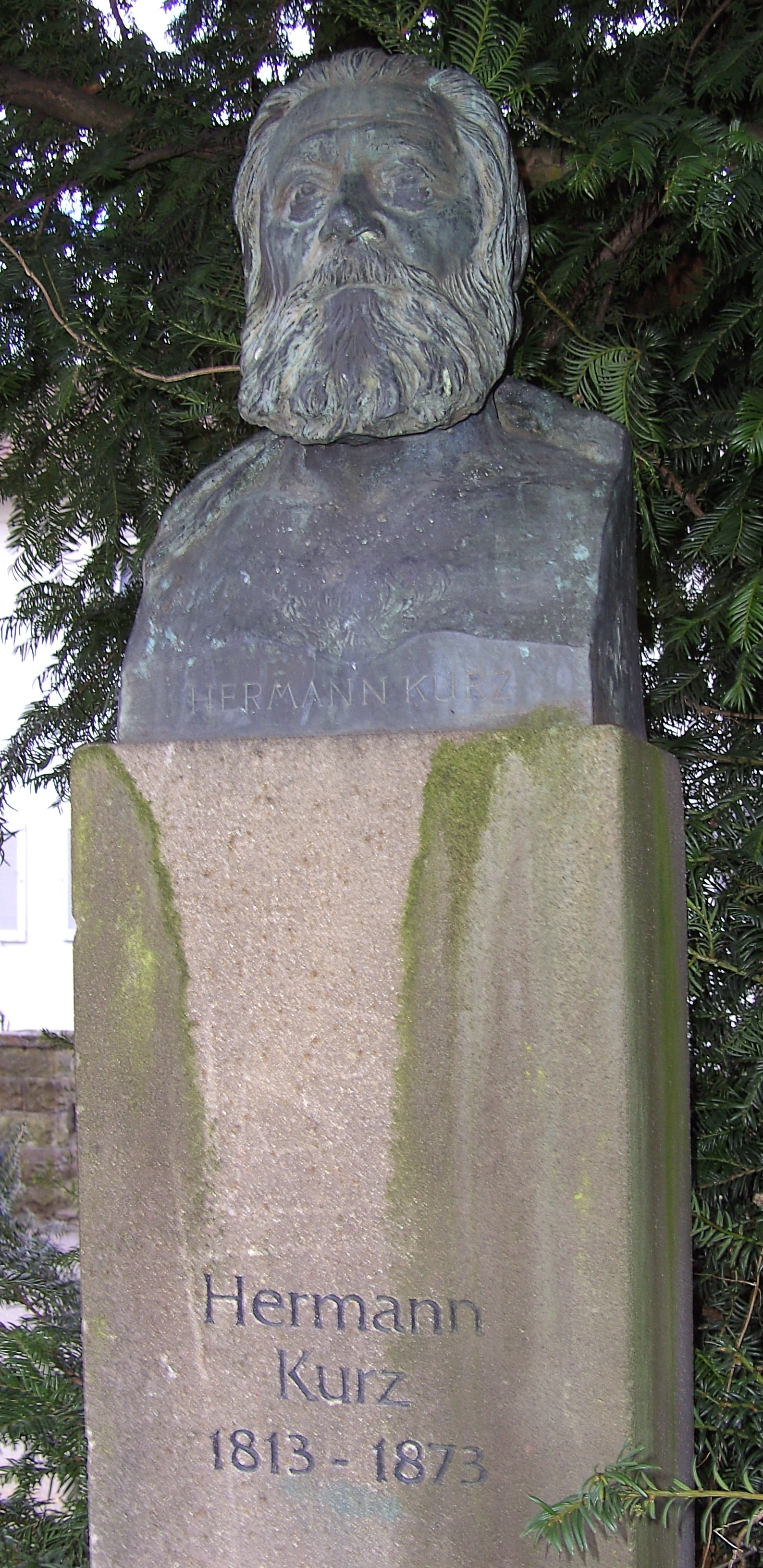
Hermann-Kurz-Denkmal in Oberesslingen-Gartenstadt (Stadtteil von Esslingen am Neckar)

### Lyrik und Prosa
- Fausts Mantelfahrt. Eine kleine Sammlung von Epigrammen. Nebst einem Anhang alter Epigramme des Owenius, Tübingen 1834
- Gedichte. Stuttgart 1836
- Genzianen. Ein Novellenstrauß. Stuttgart 1837
- Dichtungen. Pforzheim 1839
- Schillers Heimatjahre. Vaterländischer Roman. Stuttgart 1843.[7]
- Der Sonnenwirt. Schwäbische Volksgeschichte aus dem vorigen Jahrhundert. Frankfurt 1856
- Der Weihnachtsfund. Ein Seelenbild aus dem schwäbischen Volksleben. Frankfurt 1856
- Erzählungen. 3 Bände, Stuttgart 1858–1861
- Zu Shakespeare’s Leben und Schaffen. Altes und Neues, München 1868
- Aus den Tagen der Schmach. Geschichtsbilder aus der Melacszeit. Stuttgart 1871
- Falstaff und seine Gesellen. Von Paul Konewka. Text von Hermann Kurz, Straßburg o. J. [1871]
- Die beiden Tubus. In: Deutscher Novellenschatz. Hrsg. von Paul Heyse und Hermann Kurz. Bd. 18. 2. Auflage Berlin, [1910], S. 149–277. In: Thomas Weitin (Hrsg.): Volldigitalisiertes Korpus. Der Deutsche Novellenschatz. Darmstadt/Konstanz, 2016. (Digitalisat und Volltext im Deutschen Textarchiv)
- Lisardo. Roman, hg. und mit einem Nachwort versehen von Heinz Kindermann, Stuttgart 1919

### Übersetzungen
- Ausgewählte Poesien von Lord Byron, Thomas Moore, Walter Scott und anderen in teutschen , Reutlingen 1834.
- Die vorgebliche Tante. Nachgelassene Studenten-Novelle von Cervantes, Stuttgart 1836.
- Geist des Judenthums. Aus dem Englischen (des d’Israeli, Vater), Stuttgart 1836.
- Ariost’s rasender Roland. 3 Bände, Stuttgart und Pforzheim 1840–1841.
- Kapitän Marryat. Japhet, der einen Vater sucht. Stuttgart 1843.
- Tristan und Isolde. Gedicht von Gottfried von Straßburg. Übertragen und beschlossen von Hermann Kurtz, Stuttgart 1844.[8]
- Thomas Moore’s Paradies und die Peri. Mit einem Anhang Byron’scher Lieder. Für Freunde der Poesie von Hermann Kurtz, Stuttgart 1844.
- Chateaubriand. Geist des Christenthums, Ulm 1844.
- Chateaubriands ausgewählte Werke. 12 Bände, Ulm 1844–1846.
- William Shakespeare. Die lustigen Weiber von Windsor, Leipzig 1867.
- Cervantes’ Neun Zwischenspiele, Hildburghausen 1868.

### Essays
- Die Abenteuer des Simplicissimus. Ein Roman aus der Zeit des Dreißigjährigen Krieges. Hg. von Eduard von Bülow. Leipzig Brockhaus. 1836. [Rezension], in: Der Spiegel. Zeitschrift für literarische Unterhaltung und Kritik 5–6 (1837).
- Die Fragen der Gegenwart und das freye Wort. Abstimmung eines Poeten in politischen Angelegenheiten, Ulm 1845.
- Wenn es euch beliebt. Der Kampf mit dem Drachen. Ein Ritter- und Zaubermärchen. Zum Besten des Tristansängers und Tristankritikers Hrn. Oswald Marbach mit neu-, Mittel und althochdeutschen aber aller Welt verständlichen Glossen. Gegeben Karlsruhe den 30. November 1844, Stuttgart und Cannstatt 1845.
- Geschichtliche und künstlerische Erläuterungen zu L. Weißer’s Bilder-Atlas zur Weltgeschichte, Stuttgart 1864.
- Mit Paul Heyse: Einleitung. In: Deutscher Novellenschatz. Hrsg. von Paul Heyse und Hermann Kurz. Bd. 1. München, [1871], S. V–XXIV. In: Weitin, Thomas (Hrsg.): Volldigitalisiertes Korpus. Der Deutsche Novellenschatz. Darmstadt/Konstanz, 2016. (Digitalisat und Volltext im Deutschen Textarchiv)

### Herausgeberschaften
- Das ärgerliche Leben und schreckliche Ende des vielberüchtigten Erz-Schwarzkünstlers Johannes Fausti. Erstlich vor vielen Jahren fleißig beschrieben von Georg Rudolph Widmann: hernach übersehen und wieder herausgegeben von Ch. Nikolaus Pfitzer, Med. D. Nürnb. A. 1647. Jetzo aber auf’s Neue aufgelegt und mit 16 Holzschnitten verziert, Reutlingen 1834.
- Deutscher Novellenschatz. Bd. 1–18, hg. von Paul Heyse und Hermann Kurz, München 1870–1874.
- Novellenschatz des Auslandes. Bd. 1–10, hg. von Paul Heyse und Hermann Kurz, München 1872–1874.

### Briefe
- Hermann Fischer: Hermann Kurz in seinen Briefen an Gustav Schwab, in: Besondere Beilage des Staats-Anzeigers für Württemberg 1908, S. 1–10, 42–49.
- Derselbe: Hermann Kurz in seinen Jugendjahren. Nach ungedruckten Briefen, in: Süddeutsche Monatshefte 3 (1906), S. 56–67, 246–255, 388–402, 499–514, 620–632.
- Derselbe: Die Wanderjahre eines Poeten, in: Süddeutsche Monatshefte 5 (1908), S. 571–577.
- Heinz Kindermann (Hrsg.): Briefwechsel zwischen Hermann Kurz und Eduard Mörike, hrsg. von Heinz Kindermann, Stuttgart 1919. (Parallelausgabe: Jakob Baechtold (Hrsg.), Stuttgart 1885)

## Editionen (Auswahl)

### Werkausgaben
- Gesammelte Werke. Mit einer Biographie des Dichters, hg. v. Paul Heyse, 10 Bde., Stuttgart 1874
- Sämtliche Werke in zwölf Bänden, hg. u. eingel. von Hermann Fischer, Leipzig 1904
  - 1. Bd. Biographische Einleitung. Gedichte
  - 2.–4. Bd. Schillers Heimatjahre (Roman in drei Teilen)
  - 5.–7. Bd. Der Sonnenwirt (Roman in drei Teilen)
  - 8. Bd. Der Weihnachtsfund
  - 9. Bd. Kleinere Erzählungen: Eine reichsstädtische Glockengießerfamilie ; Wie der Großvater die Großmutter nahm -- Das Witwenstüblein ; Ein Herzenstreich -- Das Gespaarte Heiratsgesuch ; Das Horoskop ; Bergmärchen
  - 10. Bd. Kleinere Erzählungen: Das weisse Hemd ; Die Zaubernacht ; Das Schattengericht ; Die blasse Apolonia ; Wiederfinden ; Den Galgen! sagt der Fichele ; Das Arkanum ; Sankt Urbans Krug ; Der Feudalbauer ; Das Donnerwetter im Hornung
  - 11. Bd. Denk-und Glaubwürdigkeiten ; Jugenderinnerungen ; Abenteuer in der Heimat
  - 12. Bd. Das Wirtshaus gegenüber ; Die beiden Tubus.

### Nachdrucke
- Der Sonnenwirt. Schwäbische Volksgeschichte. Jürgen Schweier, Kirchheim unter Teck 1980, ISBN 3-921829-07-0.
- Schillers Heimatjahre. Die Wanderungen des Heinrich Roller. Jürgen Schweier, Kirchheim 1986, ISBN 3-921829-22-4.
- Das ärgerliche Leben und schreckliche Ende des vielberüchtigten Erz-Schwarzkünstlers Johannis Fausti. Nach den Ausgaben von G. R. Widmann und J. N. Pfitzer aufs Neue herausgegeben von Hermann Kurz. Faksimiledruck der Ausgabe von 1834 zur 900-Jahr-Feier der ersten urkundlichen Erwähnung der Stadt Reutlingen. Wieder herausgegeben, Nachwort und Worterklärungen von Bernd Mahl. Jürgen Schweier, Kirchheim 1990, ISBN 3-921829-29-1.
- Bergmärchen. Abentheuer in der Heimath & Die Liebe der Berge. Jürgen Schweier, Kirchheim 1999, ISBN 3-921829-35-6.
- Werner Ströbele (Hrsg.): „Das freye Wort.“ Eine demokratische Streitschrift, von Hermann Kurz. Vorwort Heribert Prantl; Nachw. des Hg. Klöpfer & Meyer, Tübingen 2013, ISBN 978-3-86351-073-2.